# Kieran Hansen
Kieran Hansen (n. 16 noiembrie 1971, Sydney, Noul Wales de Sud, Australia) este un sportiv ce a reprezentat Australia, medaliat olimpic. A participat la 3 ediții ale Jocurilor Olimpice (1992, 1994, 1998) în care a câștigat o medalie de bronz.